# Jens Peterson
Jens Erik Peterson, folkbokförd som Jens Erik Pettersson, född 18 september 1953 i Stockholm, är en svensk journalist och film- och teaterrecensent på Aftonbladet. Jens Peterson är utbildad vid Göteborgs journalisthögskola och har arbetat som reporter på Hallands Nyheter, nattchef på Hallandsposten och som journalist i tidningen Schlager åren 1980-1985. Anställd på Aftonbladet sedan 1986. Författare till biografin om Ulf Lundell: Full fart genom evigheten, samt Vägen till Änglagård (tillsammans med Lena Katarina Swanberg). 